# ووهیترافنو
ووهیترافنو (به لاتین: Vohitrafeno) یک منطقهٔ مسکونی در ماداگاسکار است که در ووهیباتو واقع شده‌است. ووهیترافنو ۱۰٬۰۰۰ نفر جمعیت دارد و ۱٬۱۱۶ متر بالاتر از سطح دریا واقع شده‌است.